# Voltaïc
Voltaïc es una serie de cuatro compilaciones diferentes de la artista Björk, todas relacionadas con su anterior álbum Volta. Se compone de 2 CD y 2 DVD, de venta tanto juntos como por separado.
La caja incluye: 1 CD con 11 canciones interpretadas en directo en los Olympic Studios; 1 CD con los remixes de los sencillos de Volta; 1 DVD con actuaciones del Volta Tour en París y Reikiavik y 1 DVD con los videoclips de los sencillos de Volta, así como todos los vídeos participantes en la competición para el vídeo de Innocence.
Voltaïc fue proyectado en varios cines de Estados Unidos coincidiendo con la fecha de lanzamiento, 23 de junio de 2009.

## Canciones
Voltaïc fue publicado en 5 ediciones diferentes: CD sólo (sesiones en los Olympic Studios), CD+DVD (sesiones Olympic Studios y las actuaciones del Volta Tour), Deluxe Edition (contiene los 2 CD y los 2 DVD) y Deluxe Vinyl Edition (2 vinilos, 2 CD y 2 DVD). Las 5 versiones sólo están disponibles en Estados Unidos, en Europa, las versiones CD y CD+DVD no están disponibles. 

### CD 1: en directo Olympic Studios
| Voltaic: en directo.CD1 |                                        |          |  |
| N.º                     | Título                                 | Duración |  |
| 1.                      | «Wanderlust»                           | 5:46     |  |
| 2.                      | «Hunter»                               | 4:18     |  |
| 3.                      | «Pleasure Is All Mine»                 | 3:20     |  |
| 4.                      | «Innocence»                            | 3:57     |  |
| 5.                      | «Army of Me»                           | 4:19     |  |
| 6.                      | «I Miss You»                           | 3:30     |  |
| 7.                      | «Earth Intruders»                      | 3:50     |  |
| 8.                      | «All is Full of Love»                  | 4:03     |  |
| 9.                      | «Pagan Poetry»                         | 5:13     |  |
| 10.                     | «Vertebrae by Vertebrae»               | 5:08     |  |
| 11.                     | «Declare Independence»                 | 4:18     |  |
| 12.                     | «My Juvenile» (solo en iTunes EE. UU.) | 3:51     |  |

### DVD 1: actuaciones del Volta Tour
| Actuaciones de la Gira Volta. DVD1. En directo desde París. |                            |          |  |
| N.º                                                         | Título                     | Duración |  |
| 1.                                                          | «Brennið Þið Vitar»        |          |  |
| 2.                                                          | «Earth Intruders»          |          |  |
| 3.                                                          | «Hunter»                   |          |  |
| 4.                                                          | «Immature»                 |          |  |
| 5.                                                          | «Jóga»                     |          |  |
| 6.                                                          | «The Pleasure Is All Mine» |          |  |
| 7.                                                          | «Vertebrae by Vertebrae»   |          |  |
| 8.                                                          | «Where Is The Line»        |          |  |
| 9.                                                          | «Who Is It»                |          |  |
| 10.                                                         | «Desired Constellation»    |          |  |
| 11.                                                         | «Army of Me»               |          |  |
| 12.                                                         | «Bachelorette»             |          |  |
| 13.                                                         | «Wanderlust»               |          |  |
| 14.                                                         | «Hyper-Ballad»             |          |  |
| 15.                                                         | «Pluto»                    |          |  |
| 16.                                                         | «Declare Independence»     |          |  |

| Actuaciones de la Gira Volta.DVD1. En directo desde Reikiavik |                            |              |          |  |
| N.º                                                           | Título                     | Escritor(es) | Duración |  |
| 1.                                                            | «Pneumonia»                |              |          |  |
| 2.                                                            | «My Juvenile»              |              |          |  |
| 3.                                                            | «Vökuró»                   |              |          |  |
| 4.                                                            | «Sonnets / Unrealities XI» |              |          |  |
| 5.                                                            | «Mouth's Cradle»           |              |          |  |

En el anuncio del tracklist oficial de Voltaïc se incluían algunas canciones más que fueron interpretadas en los conciertos pero no aparecieron en el recopilatorio.
Björk estaba enferma en el concierto de París, por tanto su voz no estaba en las mejores condiciones para actuar. En la posproducción, la voz de Björk fue editada.

### DVD 2: los videoclips de Volta
| Videoclips de Volta |                                    |              |          |  |
| N.º                 | Título                             | Escritor(es) | Duración |  |
| 1.                  | «Earth Intruders»                  |              |          |  |
| 2.                  | «Declare Independence»             |              |          |  |
| 3.                  | «Innocence»                        |              |          |  |
| 4.                  | «Wanderlust»                       |              |          |  |
| 5.                  | «The Dull Flame of Desire»         |              |          |  |
| 6.                  | «Declare Independence - Making Of» |              |          |  |
| 7.                  | «Wanderlust - Making Of»           |              |          |  |

Competición de vídeos de Innocence
Participantes del Top 10 en orden alfabético:
1. Davood Saghiri
2. Dimitri Stankowicz
3. Etienne Strube
4. Julien Himmer
5. Laurent Labouille
6. Mario Caporali
7. Mik Armellino
8. Renato Klieger and Terracotta
9. Roland Matusek

### CD 2: los remixes de Volta
| CD 2. Los remixes de Volta |                                                           |              |          |  |
| N.º                        | Título                                                    | Escritor(es) | Duración |  |
| 1.                         | «Earth Intruders» (XXXChange Remix)                       |              |          |  |
| 2.                         | «Innocence» (Simian Mobile Disco Remix)                   |              |          |  |
| 3.                         | «Declare Independence» (Matthew Herbert Remix)            |              |          |  |
| 4.                         | «Wanderlust» (Ratatat Remix)                              |              |          |  |
| 5.                         | «The Dull Flame of Desire» (Modeselektor Remix for Girls) |              |          |  |
| 6.                         | «Earth Intruders» (Lexx Remix)                            |              |          |  |
| 7.                         | «Innocence» (Graeme Sinden Remix)                         |              |          |  |
| 8.                         | «Declare Independence» (Ghostigital Remix)                |              |          |  |
| 9.                         | «The Dull Flame of Desire» (Modeselektor Remix for Boys)  |              |          |  |
| 10.                        | «Innocence» (Alva Noto Unitxt Remodel)                    |              |          |  |
| 11.                        | «Declare Independence» (Black Pus Remix) (Inédita)        |              |          |  |
| 12.                        | «Innocence» (Siman Mobile Disco Dub Remix)                |              |          |  |